# Everton (football, 1959)
Pour les articles homonymes, voir Everton.
Everton Nogueira dit Everton est un footballeur brésilien né le 12 décembre 1959.